# Lamborghini Revuelto
La Lamborghini Revuelto est une supercar de type hybride rechargeable, développée par le constructeur automobile italien Lamborghini et dévoilée en mars 2023. Elle succède à la Lamborghini Aventador.
Dotée d'une structure en carbone à forte rigidité, d'un moteur V12 hybride combiné à trois moteurs électriques, l'ensemble atteignant 1 015 ch, elle propose également une aide à la conduite particulièrement soignée (sept modes de conduite différents).
Lamborghini a annoncé que, même avant la présentation officielle de la voiture, la production des deux premières années était déjà vendue.

## Présentation
La Lamborghini Revuelto (code interne LB744) est présentée le 29 mars 2023. Elle est la remplaçante de l'Aventador, commercialisée depuis 2011.
Avec sa nouvelle supercar, Lamborghini confirme sa tradition la liant à la tauromachie : Revuelto est un célèbre taureau ayant combattu en 1880.
Son prix s'élève à environ 500 000 €. Les deux premières années de production sont déjà placées. Bien avant sa présentation, des clients fidèles du constructeur ont passé commande du véhicule sans même l'avoir vue et en ayant très peu d'informations sur celle-ci.

Le showcar de la Revuelto avec ses portes à ouverture en élytre ouvertes.
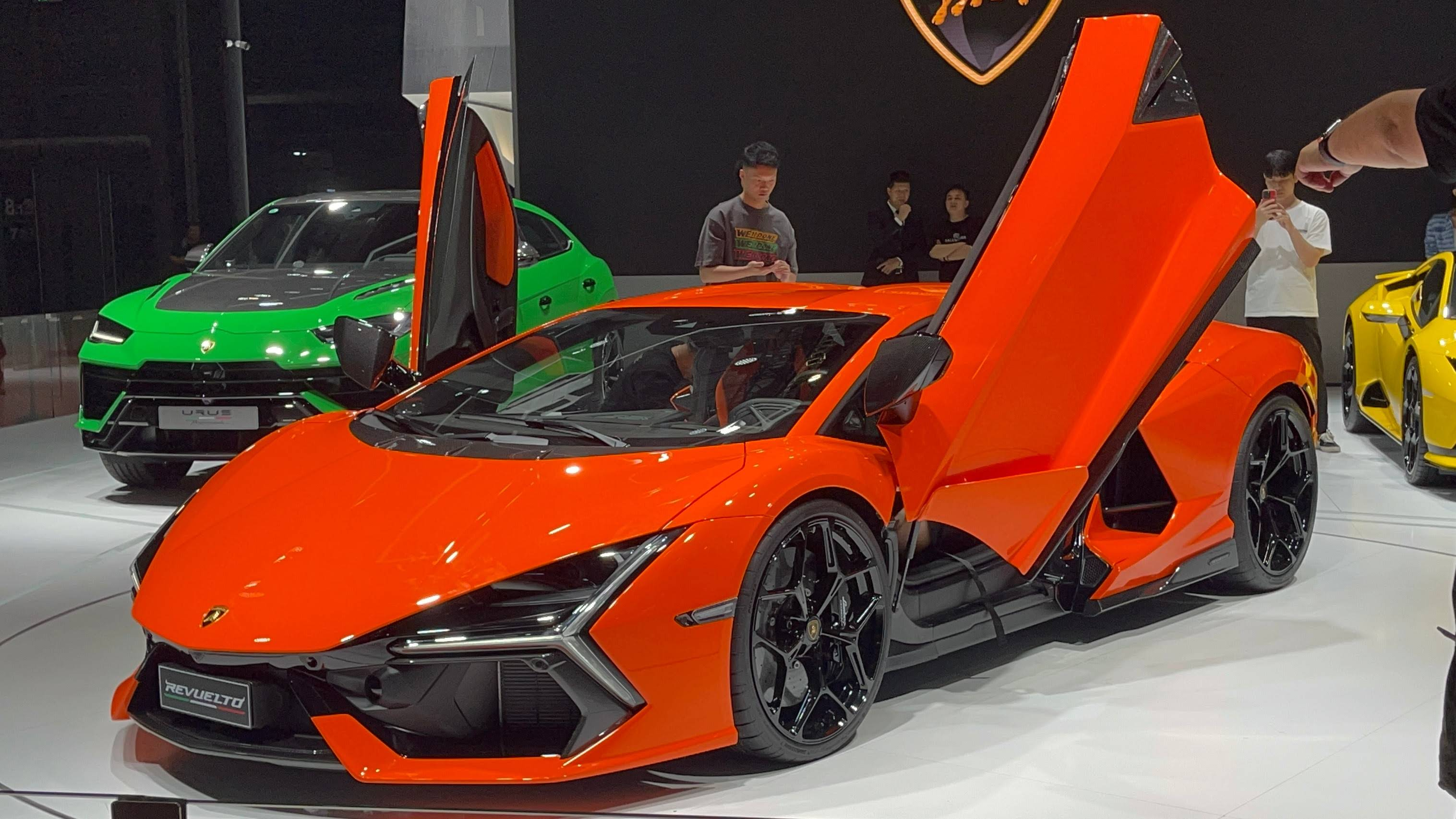
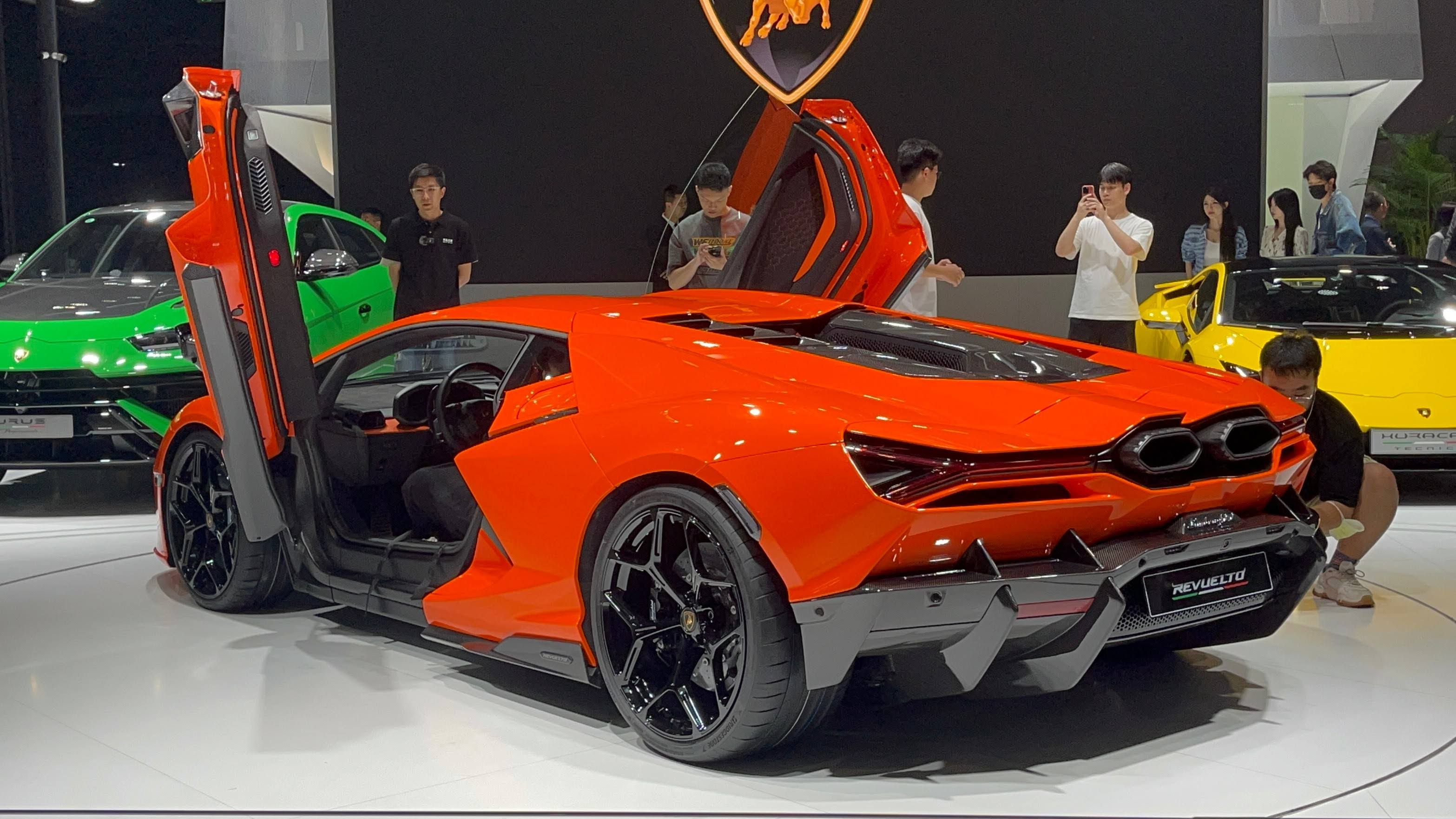

## Conception et design
Le design de la Revuelto est inspiré de celui de l'Essenza SCV12 et de la Sián FKP 37.

### Intérieur
La Revuelto dispose d'un habitacle plus grand, avec en particulier une hauteur libre et un espace pour les coudes agrandis, pour le confort du conducteur et du passager.
Elle possède un écran de visualisation repensé, qui indique l'état de charge, la récupération d'énergie et la quantité restante de batterie. Il affiche également la musique qui est diffusée.
Le passager dispose d'un petit écran qui affiche la vitesse, le rapport de vitesse et le mode de fonctionnement de la voiture.

Intérieur de la Revuelto.
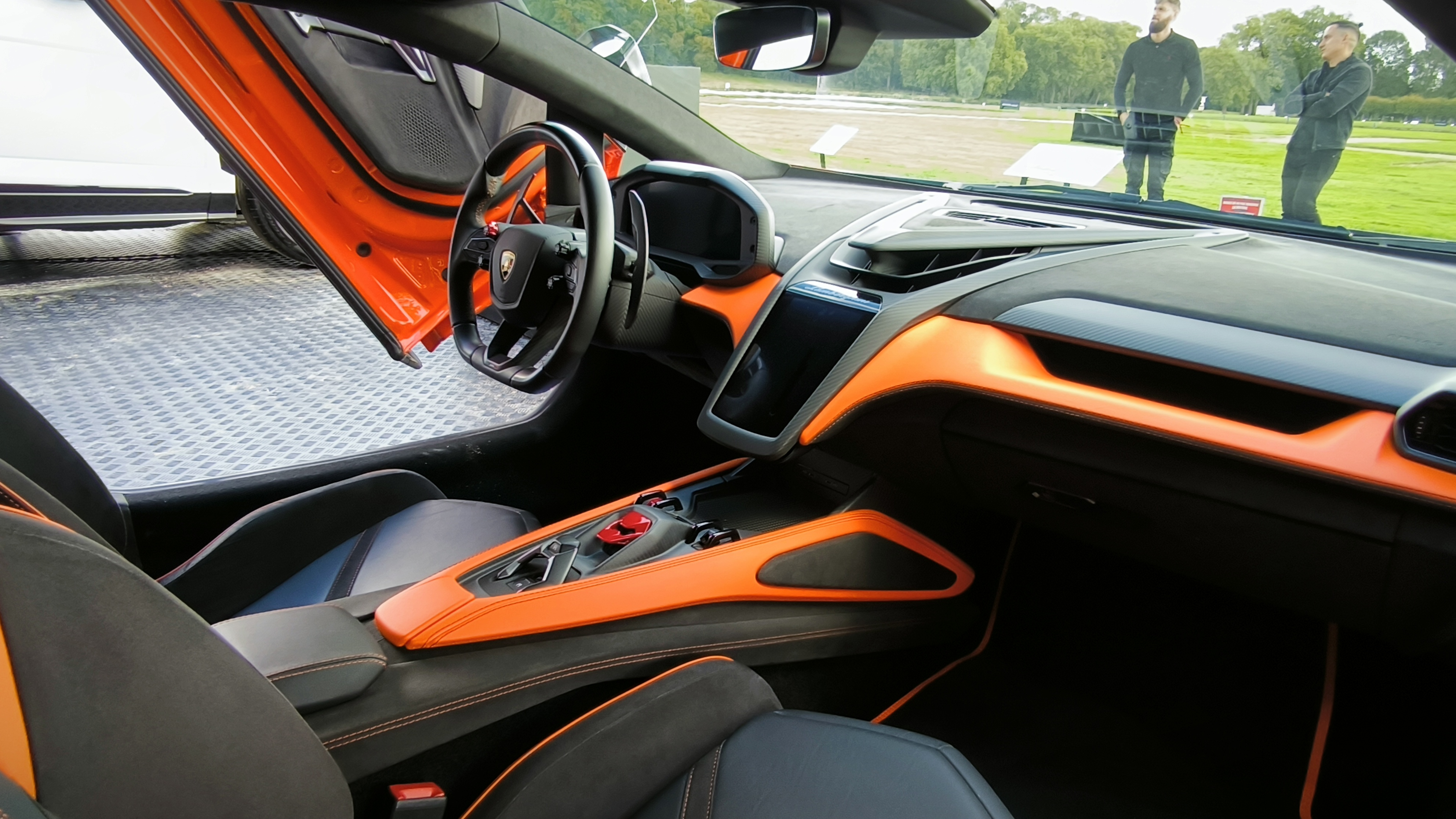
Habitacle.
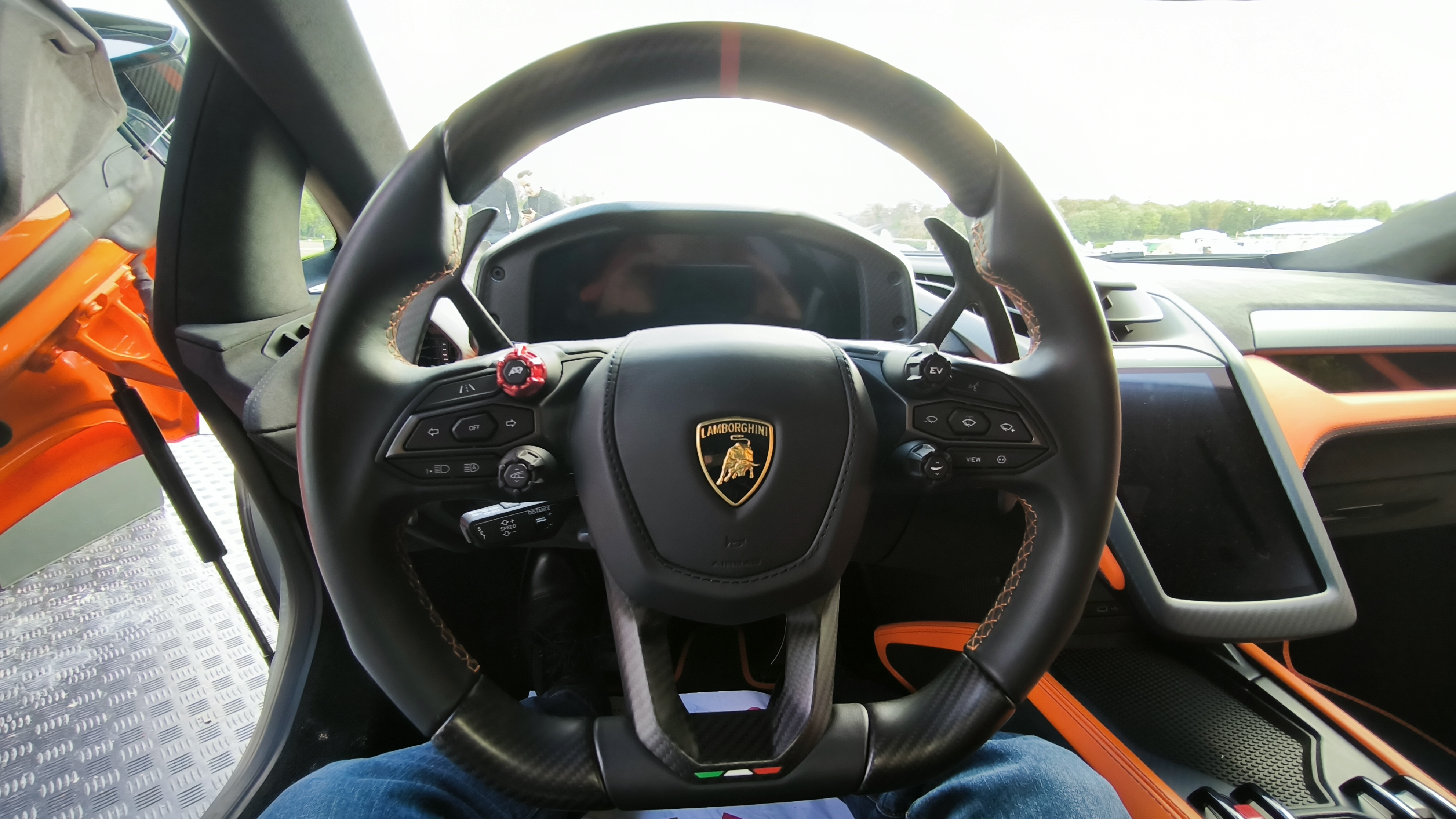
Volant.

### Extérieur
À l'avant, la Lamborghini Revuelto comprend de nouveaux projecteurs à LED en forme de Y. La voiture dispose également d'un nouveau système aérodynamique avec des orifices d'aération redessinés sous les phares, et derrière les portes à ouverture en élytre.
À l'arrière, la Revuelto est dotée d'un aileron arrière rétractable et aérodynamiquement actif, qui produit plus d'appui que celui de l'Aventador. Les feux arrière ont la même forme que les phares.
La Revuelto possède les embouts d'échappement les plus hauts de tous les modèles de production Lamborghini, le becquet arrière s'intégrant autour d'eux. Une autre caractéristique qui distingue la Revuelto des modèles prédécesseurs est le compartiment moteur complètement exposé (c'est-à-dire sans capot moteur).

Différentes vues de la Revuelto.
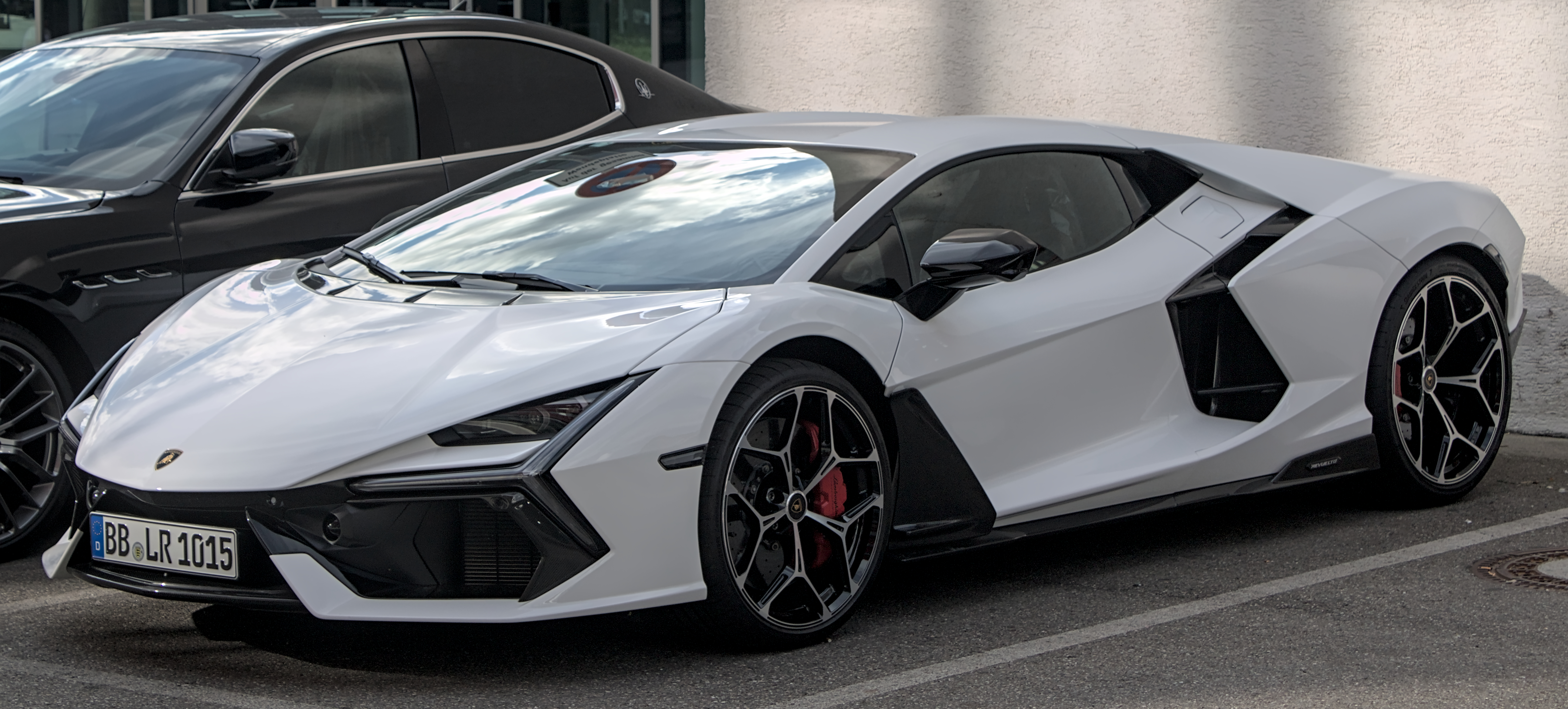
Vue de l'avant.
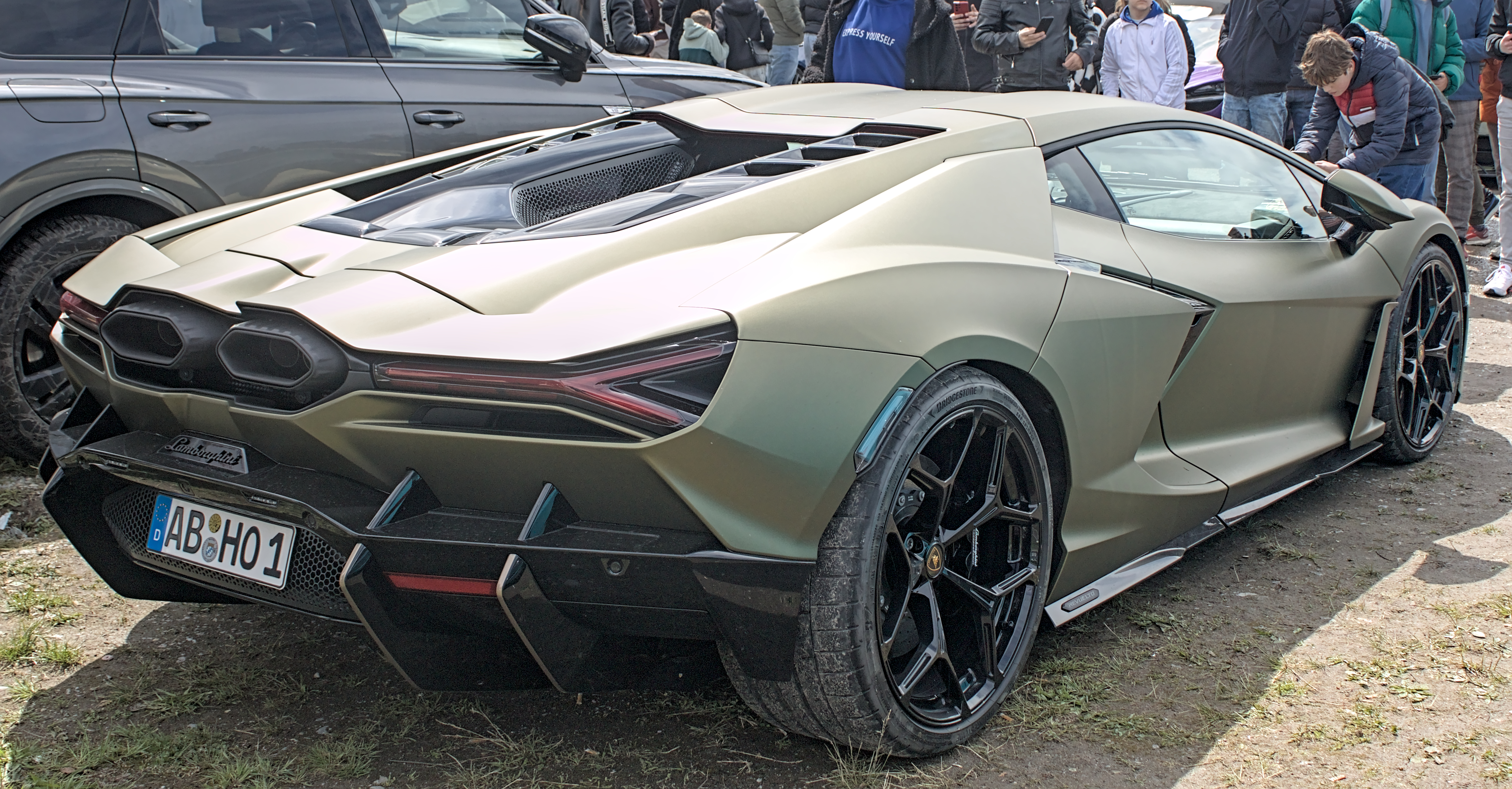
Vue de l'arrière.
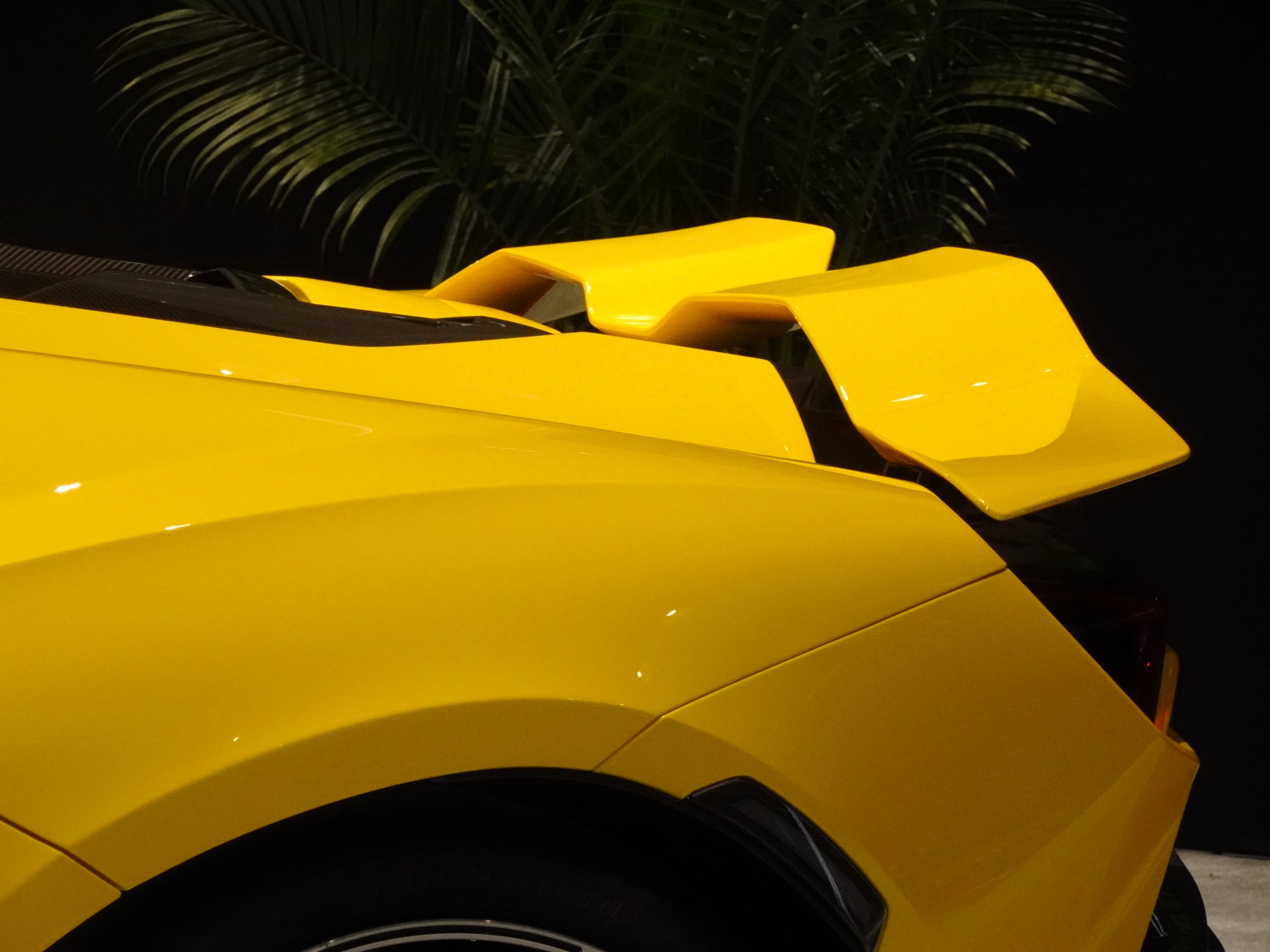
Aileron.

## Caractéristiques techniques

### Architecture générale
La Revuelto repose sur un châssis monocoque en carbone et une structure porteuse en PRFC permettant de réduire la masse du véhicule à 1 772 kg, tout en assurant une forte rigidité. Elle pèse néanmoins 200 kg de plus que l'Aventador.

### Motorisation
La Revuelto est dotée d'un nouveau moteur V12 atmosphérique de 6,5 litres,, et de trois moteurs électriques de 150 ch (110 kW), pour une puissance combinée de 1 015 ch.
Deux moteurs à flux axial sont placés dans les roues avant, le troisième étant placé à l'arrière, au-dessus de la boîte de vitesses. Les moteurs électriques sont alimentés par une batterie lithium-ion d'une capacité de 3,8 kWh, mesurant seulement 15,5 cm de long, 3,01 cm de haut et 2,4 cm de large. Cette batterie est limitée en charge à 7 kW de puissance et autorise seulement 10 km en mode électrique. L'ensemble est associé à une transmission intégrale et à une boîte de vitesses automatique double embrayage (DCT) à huit rapports.

### Aide à la conduite
La Revuelto bénéficie de sept modes de conduite, en combinant les modes du système hybride (Recharge, Hybride, Performance) et ceux du style de conduite (Città, Strada, Sport et Corsa). Le nouveau mode de conduite « Città » (« ville » en italien) réduit la puissance de la voiture pour une utilisation quotidienne et un confort supplémentaire en ville.

## Caractéristiques
|                             | Lamborghini Revuelto                                                                                      |
| --------------------------- | --- |
| Moteur thermique            | 12-cylindres en V                                                                                         |
| Moteurs électriques         | Avant : 2 x 110 kW Arrière : 110 kW                                                                       |
| Admission                   | Atmosphérique                                                                                             |
| Cylindrée (cm3)             | 6498,5 |
| Puissance maximale ch (kW)  | Thermique : 825 (607) Électrique : 180 (132) Cumulée : 1015 (746)                                         |
| au régime de (tr/min)       | 9250 |
| Couple maximal (N m)        | Thermique : 725 Électrique : 82 Cumulé : 807                                                              |
| au régime de (tr/min)       | 6750 |
| Boîte de vitesses           | Robotisée à double embrayage 8 rapports                                                                   |
| Transmission                | Intégrale Traction 100 % électrique                                                                       |
| Vitesse maximale (km/h)     | >350 |
| 0-100 km/h (s)              | 2,5 |
| 0-200 km/h (s)              | Moins de 7,0                                                                                              |
| Consommation (L/100 km)     | Mixte : 11,86 l/100km (WLTP) Batterie déchargée : 17,8 l/100km (WLTP)                                     |
| Émissions de CO2 (g/km)     | 276 |
| Masse à vide (kg)           | 1772 |
| Capacité du réservoir (L)   | |
| Pneumatiques                | Avant : 265/35 ZR20 Arrière : 345/30 ZR21                                                                 |
| Freins                      | Disques en carbone-céramique Avant : 410×38 mm, étriers 10 pistons Arrière : 390×32 mm, étriers 4 pistons |
| Batterie                    | |
| Type                        | Lithium-ion                                                                                               |
| Capacité nominale (kWh)     | 3,8 |
| Autonomie (cycle WLTP) (km) | 10 |

| Lamborghini Revuelto | 4 947 | 2 033 | 1 160 | 2 779 | 1 720 / 1 701 | 1 772 |  |